# Life Like
Life Like è un film di fantascienza del 2019 diretto da Josh Janowicz.

## Trama
James è un dipendente di un fondo fiduciario diretto dal padre. Alla morte di suo padre, diventa amministratore delegato dell'azienda e insieme alla moglie Sophie si trasferisce in una villa di periferia. Sophie è disoccupata e passa la maggior parte del tempo a casa, sentendosi a disagio con James che ha un maggiordomo, una cameriera e un cuoco, che in seguito licenzia. La vita senza servitù diventa insostenibile e James convince Sophie ad andare a trovare Julian, un venditore di androidi.
Sophie vede androidi per lo più femminili che la mettono a disagio. Alla fine dell'incontro, però, la coppia sceglie Henry, un androide maschio. All'inizio tutto sembra perfetto per James e Sophie ma col passare dei giorni, il cervello di Henry si evolve, incominciando a provare emozioni.